# Juan de Torija

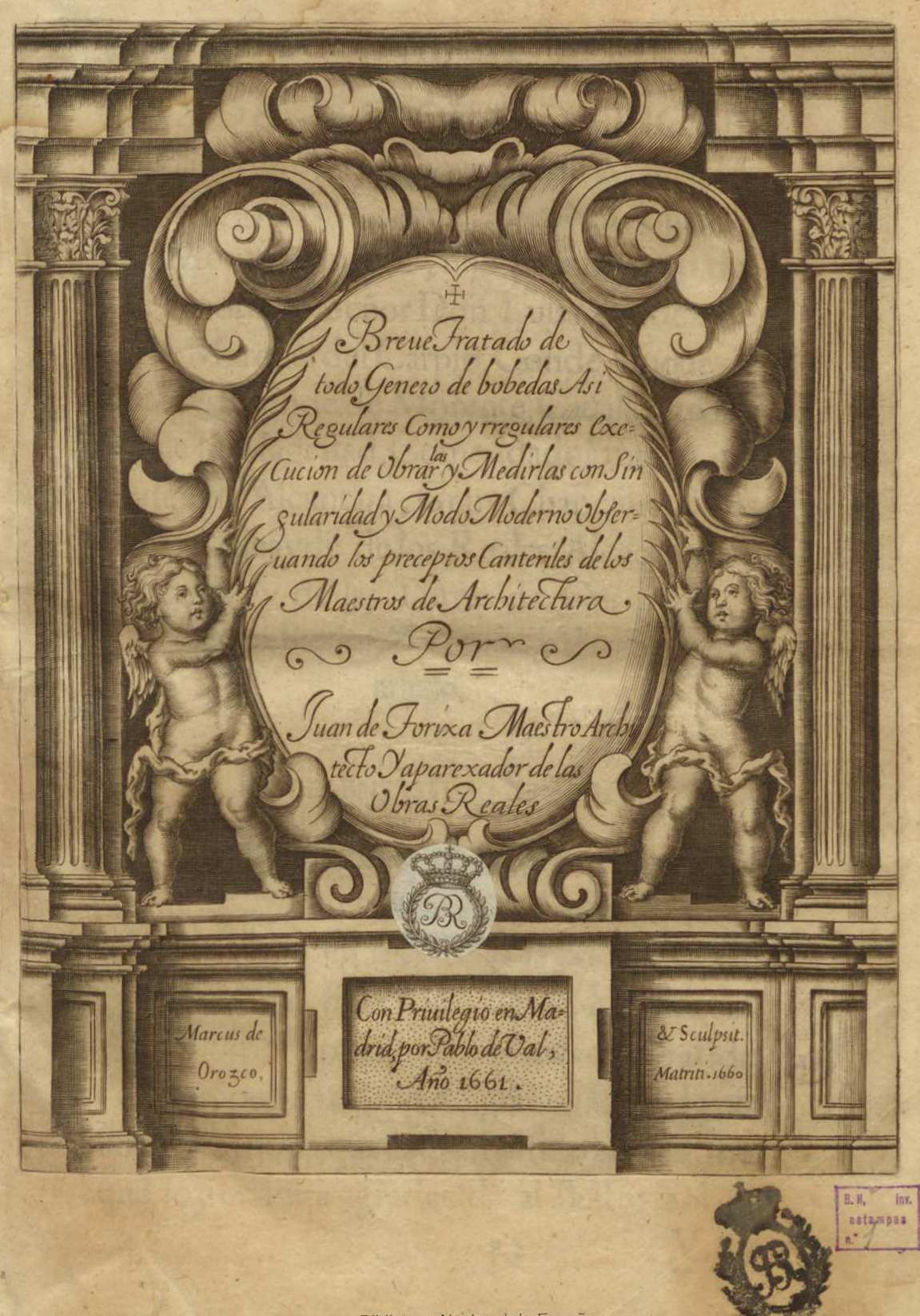
Frontispicio de Breue tratado de todo genero de bobedas... por Juan de Torixa, Maestro Architecto y aparexador de las obras reales, en Madrid, por Pablo de Val, 1661. Grabado calcográfico firmado «Marcus de Orozco / & sculpsit Matriti, 1660». Biblioteca Nacional de España.

Juan de Torija (Madrid 1604-1666) fue un arquitecto y alarife español, tratadista de arquitectura y maestro arquitecto y aparejador de las obras reales. Sus dos hermanos menores, Gil y Manuel, también fueron arquitectos. Fue el encargado de la elaboración de las «Ordenanzas de Madrid» en 1661, más tarde ampliadas por Teodoro Ardemans. De sus obras arquitectónicas destaca el Hospital de Montserrat ubicado en la madrileña calle de Atocha.

## Biografía
Nacido en Madrid, hijo de un albañil, fue bautizado en la parroquia de San Sebastián en el arrabal de Santa Cruz. Durante su juventud aprendió el oficio asistiendo a las obras en que intervenía su padre. Casó con Isabel Peña, hermana de los arquitectos Pedro y Gaspar de la Peña, al tiempo que Antonia de Torija, su hermana, contraía matrimonio con el también arquitecto Manuel del Olmo. El 14 de noviembre de 1652 se le concedió el empleo de aparejador en el Buen Retiro.  
En 1661 publicó en Madrid Breue tratado de todo genero de bóbedas así regulares como yrregulares execución de obrarlas y medirlas con singularidad y modo moderno obseruando los preceptos canteriles de los maestros de Architectura con dedicatoria al marqués de Liche y grabados intercalados, aunque fray Lorenzo de San Nicolás niega que hubiese sido escrito por él y se lo atribuye a su suegro, Pedro de la Peña, quien lo habría copiado de un tratado inédito de Alonso de Vandelvira que era de uso común entre los alarifes madrileños en copias manuscritas.